# Lenny Curry

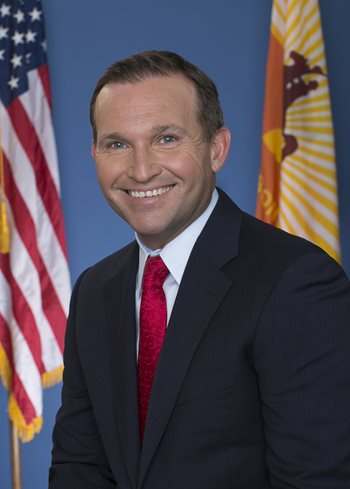
Lenny Curry (2016)

Leonard Boyd Curry (* 19. Juli 1970 in Key West, Florida) ist ein US-amerikanischer Politiker (Republikanische Partei). Seit dem 1. Juli 2015 ist er Bürgermeister der Stadt Jacksonville. Vom 23. September 2011 bis zum 31. Mai 2014 war Lenny Curry Vorsitzender der Republikanischen Partei Floridas.

## Leben
Lenny Curry wuchs in Key West und in Middleburg auf, wo er von der Middleburg High School graduiert wurde. Er studierte Finanz- und Rechnungswesen am St. Johns River Community College und an der University of Florida, an der er seinen Bachelorabschluss erlangte. Von 1994 bis 2002 arbeitete Curry als Rechnungsprüfer. Danach machte er sich als Wirtschaftsberater selbstständig. Lenny Curry ist seit 2005 verheiratet und hat drei Kinder.
Am 3. Juni 2014 reichte Lenny Curry seine Bewerbung um das Bürgermeisteramt in Jacksonville ein. Dabei trat er unter anderem gegen den Amtsinhaber Alvin Brown an. Im ersten Wahldurchgang am 24. März 2015 kam Curry auf 38,4 Prozent der Stimmen und blieb damit hinter Brown, der 42,6 Prozent der Stimmen erhielt. In der Stichwahl am 19. Mai 2015 setzte sich Curry schließlich knapp mit 51,31 Prozent der Stimmen gegen Brown durch. Zum 1. Juli 2015 löste er Brown somit ab. Bei der Wahl am 19. März 2019 wurde Curry in seinem Amt bestätigt.